# خواهر نیبدیتا
خواهر نیبدیتا (انگلیسی: Sister Nivedita; ۲۸ اکتبر ۱۸۶۷ – 13 october 1911) نویسنده، آموزگار، مؤسس مدرسه، فعال اجتماعی و شاگرد ویوکاناندا اهل ایرلند بود.
وی در سال ۱۸۹۵ سوامی ویوکاناندا را در لندن ملاقات کرد و در سال ۱۸۹۸ به کلکته، هند سفر کرد. در نوامبر ۱۸۹۸، او یک مدرسه دخترانه در منطقه باغبازار در شمال کلکته افتتاح کرد. او می‌خواست دخترانی را تربیت کند که حتی از آموزش ابتدایی هم محروم بودند. در طول همه‌گیری طاعون در کلکته در سال ۱۸۹۹، نیودیتا از بیماران فقیر پرستاری و مراقبت می‌کرد. به‌همین دلیل وی به دلیل فعالیت‌های خیرخواهانه‌اش در هند شناخته می‌شود.